# Имагина фон Изенбург
Имагина фон Изенбург-Лимбург (на немски: Imagine von Limburg-Limburg; † между 1337 и 25 май 1343) е графиня от Изенбург-Лимбург и чрез женитби графиня на Труендинген във Франкония, Бавария и на Йотинген в Швабия, Бавария.
Тя е дъщеря на граф Йохан I фон Изенбург-Лимбург († 1312) и Уда фон Равенсберг († 1313), дъщеря на граф Ото III фон Равенсберг († 1306) и Хедвиг фон Липе († 1315).
Нейната леля Имагина († 1318) е от ок. 1270 г. съпруга на немския крал Адолф фон Насау († 1298), който ѝ става кръстник.

## Фамилия
Имагина фон Изенбург-Лимбур се омъжва пр. 1302 г. за граф Улрих „Млади“ фон Труендинген (* ок. 1280; † между 11 юни 1310 и 17 февруари 1311), син на граф Фридрих II фон Труендинген († 1290) и графиня Агнес фон Вюртемберг († 1305). Те имат шест деца:
- Улрих († 1311?)
- Фридрих VIII († 1320/1324)
- Хайнрих (* пр. 1305 – ?)
- Анна († между 25 май 1331 – 25 юни 1337), омъжена ок. 4 януари 1321 г. за граф Хайнрих V фон Шаунберг († 1353/1357)
- Елизабет († между 25 май 1331 – 27 октомври 1331), омъжена пр. 1 февруари 1326 г. за граф Бертхолд IV фон Нойфен-Марщетен-Грайзбах († 1342)
- Имагина († сл. 1366)

Имагина фон Изенбург-Лимбур се омъжва втори път пр. 14 август 1332 г. за граф Лудвиг VIII фон Йотинген († 1378), син на граф Фридрих I фон Йотинген († 1311/1313) и Елизабет фон Дорнберг († 1309/1311). Те нямат деца.
Лудвиг VIII фон Йотинген се жени втори път пр. 25 април 1343 г. за графиня Магарета фон Хоенберг († 1366).